# TOI-2109
TOI-2109는 허큘리스자리에 위치한 항성이다. 2021년에 발견된 천체이다.

## 설명
TOI-2109는 지구에서 855광년 떨어진 곳에 위치하고 있으며 F형 주계열성에 속하는 항성이다. 항성의 온도는 6,260°이며 이는 태양계의 유일한 항성이자 G형 주계열성인 태양보다 더 뜨겁고 밝다. 시리우스라는 항성에 비해서도 5배 더 밝고 뜨거우며 질량은 태양보다는 1.7배 무겁고 시리우스에 비해서도 1.4배 무겁다. 이 행성계(항성계)에서는 뜨거운 목성(초고온목성)에 속하는 목성형 외계 행성인 TOI-2109b만 발견되었지만 추후 조사가 계속되면 이보다 더 많은 외계 행성들을 찾을 수 있을 것으로 보인다.

## 같이 보기
- 항성
- 허큘리스자리
- F형 주계열성